# Língua nyole (Quênia)
Nyole (também chamada olunyole, lunyole, lunyore, nyoole, nyore, olunyore) é uma língua banta falada pelos luhyas no condado Vihiga, Quênia. Há 61% de similaridade léxical com a relacionada, mas diferente, língua nyole de Uganda.